# Folland Aircraft
Folland Aircraft était un constructeur aéronautique britannique actif entre 1937 et 1963.

## Histoire

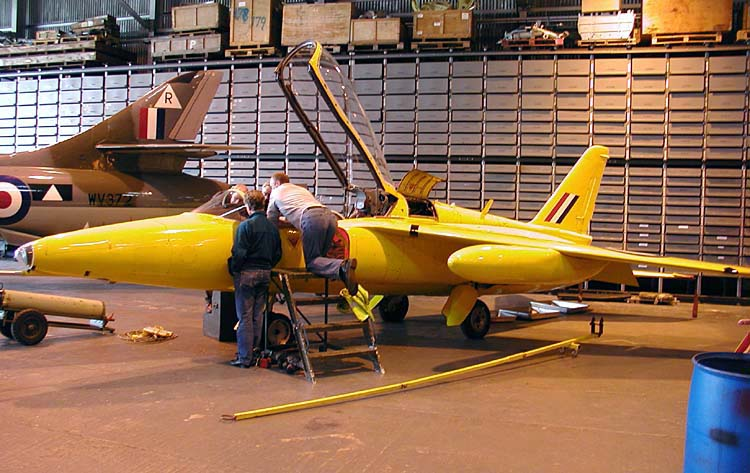
Un Folland Gnat privé précédemment utilisé par l'équipe de démonstration des Red Arrows. Il a été peint comme un avion de la première équipe de démonstration des Yellowjacks, un précurseur des Red Arrows.

La British Marine Aircraft Limited a été créée en février 1936 pour la maintenance des flottes d'hydravions anglaises et produire les hydravions Sikorsky S-42-A sous licence au Royaume-Uni sous le nom de modèle British Marine BM-1. L'entreprise a construit une usine sur la partie ouest de la péninsule de Hamble avec une cale vers Southampton Water . Bien que la construction d'un premier BM-1 ait commencé à Hamble, la société subissait des pertes et des fusions avec d'autres compagnies aériennes britanniques ont été envisagées par les liquidateurs, dont une avec Westland Aircraft qui n'a pas été conclue. L'échec de l'accord Westland entraîna les liquidateurs à nommer un nouveau conseil de direction en mai 1937 pour endiguer les pertes et réorganiser la société. Elle fut vendue en décembre 1937 à Henry P. Folland, ancien ingénieur en chef de Gloster Aircraft Company. Elle fut rebaptisée Folland Aircraft Company d'après le nom de son directeur général et principal concepteur d'avions et officiellement créée le 24 décembre 1937.
Folland commença l'assemblage d'avions à Hamble en fabriquant des pièces pour les bombardiers Bristol Blenheim et Beaufort. Folland AC a également fabriqué 15 000 des 22 000 parties arrière construites pour le Supermarine Spitfire. Folland a ensuite pris en charge des travaux de sous-traitance pour la fabrication de pièces pour de Havilland Mosquito et Vickers Wellington.
Le ministère de l'Air britannique lança le projet 43/37 dont la spécification était la recherche d'un banc d'essai volant pour moteur. Folland réagit avec la réalisation en 1940 du Folland 43/37 qui devint le premier design de Folland accepté par le ministère de l'Air pour production. Désormais appelé Folland Fo.108, c'était un monoplan doté de larges ailes basses cantilevers et d'un empennage conventionnel, assez déroutant d'aspect pour être surnommé Folland « Frighful » (Folland « affreux »). Il avait une roue arrière fixe et disposait d'une place pour le pilote et 2 places supplémentaires pour les observateurs, un derrière le pilote et l'autre devant et en-dessous du pilote afin de mieux observer les performances du moteur en vol.
Les modèles Folland F.115 et F.116 ont été conçus pour répondre à la spécification E28/40 comme avion de recherche afin d'étudier les problèmes de masse à l'atterrissage pour les avions opérant à partir de porte-avions. Le modèle F.116 était propulsé par un moteur en étoile Bristol Centaurus de 2 400 ch et utilisait une aile à incidence variable sur une cellule d'environ 8 300 kg. Deux prototypes ont été commandés mais le projet fut annulé en 1943 et aucun des deux prototypes ne fut achevé.
Teddy Petter, qui avait conçu le Westland Lysander, l'English Electric Canberra et l'English Electric Lightning, rejoignit la société en tant que directeur général en 1950. Il conçut le Folland Midge comme démonstrateur de chasseur à réaction léger non armé. Le prototype du Midge G-39-1 vola pour la première fois le 11 août 1954 puis arriva de Boscombe Down à Chibolton à la fin août. Il fut exposé au salon aéronautique de Farnborough quelques jours plus tard. Le Midge fut testé par les Indiens et les Suisses jusqu'au crash du prototype alors qu'un pilote de l'armée suisse était aux commandes. L'avion suivant fut le Folland Gnat, dont le prototype, numéro de série G-39-2, vola le 18 juillet 1955. Bien que l'intérêt de la Royal Air Force pour l'utilisation du Gnat en tant que chasseur ait diminué, Folland a identifié une autre utilisation potentielle de l'appareil en tant qu'avion d'entraînement avancé. Le prototype du Gnat d'entraînement effectua son vol inaugural le 31 août 1959. Les deux types d'appareils ont été construits à Hamble jusque dans les années 1960, le dernier Gnat T.1 pour la RAF étant livré en mai 1965. Folland a utilisé l'aérodrome de Chilbolton, anciennement RAF Chilbolton, où ils ont testé en vol le Folland Midge et les différentes versions du Folland Gnat.
Folland travailla ensuite aussi sur des modèles de sièges éjectable en collaboration avec Saab.
En 1959, Folland a été racheté par Hawker Siddeley qui abandonna le nom de Folland en 1963 après avoir abandonné aussi l'aéroport de Chilbolton en 1962. Folland fut ensuite intégré dans British Aerospace (BAe). Bien que l'aérodrome de Hamble ait fermé en 1986, BAe a continué à utiliser les locaux pour la production d'assemblages majeurs pour les jets Harrier et Hawk.

## Production

### Avions
- Folland Fo.108
- Folland Midge
- Folland Gnat

### Missiles
- Red Dean

### Navires
- Ground Effect Research Machine ou aéroglisseur 1960 - Une démonstration seulement et aucune production commerciale

## Sport
Les ouvriers de l'usine Folland créèrent en 1938 leur propre équipe de football et cette dernière survit encore de nos jours sous le nom de Folland Sports.

## Voir également
- Industrie aérospatiale au Royaume-Uni